# النادي الفينيقي
النادي الفينيقي  هي جمعية أدبية أسست في البرازيل من طرف أدباء مُهاجرين لبنانيين وسوريين، بمبادرة من الأديب اللبناني عقل الجر 
أسّس النادي بهدف جمع شمل أدباء ومفكري المهجر في الأمريكيتين، ومن أجل تبادل الأفكار والدعم المتبادل، مؤسس النادي الفينيقي هو نفسه الأديب الذي شارك في تأسيس (العصبة الأندلسية)  التي شجعت الأدب في أميركا اللاتينية، في إطار حركة المهجر الأدبية، توفي مؤسس النادي الفينيقي سنة 1945، ونُقل رفاته إلى جبيل سنة 1966.
أسس النادي الإفريقي في مدينة ريو دي جانيرو بالبرازيل كنادي أدبي شعري مهجري. وكان من بين أول النوادي والجمعيات الأدبية التي تعنى بمجال الفن والأدب والصحافة في المهجر الأمريكي (أمريكا الشمالية والجنوبية).
ومعلوم أن القارة الأمريكية (العالم الجديد) كان لها بالغ الأثر في المنتوج الأدبي-الشعري-النثري-الفني عند أدباء المهجر. تركوا بصمة مهمة في الأدب والفن في العصر الحديث وفي الفكر والأدب في شمال إفريقيا والشرق الأوسط. منقسمين إلى أدباء المهجر الشمالي المتأثرين أكثر بالأنجلوفونية وأدباء المهجر الجنوبي متأثرين أكثر بالأدب الإسباني والبرتغالي.

## الأعضاء المشاركون
- ميشال معلوف: ميشال نعمان معلوف (1307 - 1361 هـ / 1889 - 1942 م) هو كاتب وشاعر لبناني مهجري ولد في زحلة في لبنان وأول رئيس للعصبة الأندلسية.
- عقل الجر: عقل الجر شاعر لبناني ولد في جبيل موطن أمه، ونشأ في يحشوش موطن أبيه، ودرس في مدرستي الحكمة والعلمانية ببيروت، وباشر الطب والحقوق ولم يُنهِ دراسة أيٍ منهما، ولم يقر رأيه على مهنة يزاولها، وراح يتنقّل بين مصر وباريس ولبنان، وفي آخر الأمر هاجر إلى البرازيل، وعمل في الصحافة ونظم الشعر، ثم أسس (النادي الفينيقي) الذي أصبح منتجع أهل الفكر والقلم، واشترك في تأسيس (العصبة الأندلسية)
- شكر الله الجر: شكر الله الجر (1316 - 1395 هـ / 1898 - 1975 م) هو كاتب وشاعر لبناني مهجري. وهو أخ عقل الجر مؤسس النادي الفينيقي في البرازيل. من آثاره: «جزر الخطيئة»، رواية. «ديفا وعبد الله»، رواية. «خطوط القدر»، «مجموعة قصص صغيرة». «دار المكشوف» وهي دراسة عن جبران خليل جبران.